# Werner Kastor
Werner Kastor (* 28. Oktober 1943 in Berlin; † 2. Mai 2019) war ein deutscher Boxsport-Kommentator.

## Leben
Werner Kastor wuchs in Ost-Berlin auf und boxte bereits als Kind in der DDR. Nach Konflikten mit dem DDR-Regime im Jahr 1964 wurde er nach einer versuchten Flucht aus der DDR von tschechoslowakischen Grenzern verhaftet und zwei Jahre später von der Bundesrepublik Deutschland freigekauft.
Danach versuchte er sich zunächst als Profiboxer im Mittelgewicht – seine Bilanz sind vier Siege, drei Niederlagen und ein Unentschieden.
Aufgrund seiner mäßigen Boxerfolge entschloss er sich zu studieren. Kastor studierte Politik und Wirtschaft in Berlin, Münster, Bonn und London und wurde in Politikwissenschaft promoviert. 1971 zog er nach London und war ebenda bei der BBC an deren Berichterstattung über die DDR beteiligt und zudem für die Washington Post tätig.
Seit 1990 berichtete Kastor zunächst für den Sportkanal und seit 1993 für Eurosport von nationalen und internationalen Boxkämpfen. Ihm wurde eine „raue Stimme und der Mut zum markigen Wort“ nachgesagt. Kastor habe „Boxen so sachkundig wie kritisch“ begleitet. Im Gegensatz zu anderen Sportkommentatoren im deutschen Fernsehen habe er Missstände offen angesprochen und „die Dinge beim Namen“ genannt.
Neben seiner Kommentatortätigkeit bloggte Kastor von seinem Wohnsitz London aus über aktuelle politische Themen Deutschlands.

## Würdigungen und Rezeption
„Der WM-Kampf zwischen Evander Holyfield und Nikolaj Walujew in Zürich sei ein Glücksfall für die Schweiz. Das sagt einer, der es wissen muss: Werner Kastor, der wohl bekannteste Boxkommentator.“

„Dagegen hat der kleinere Spartensender Eurosport, bei dem die Übertragungen großer Kämpfe in eine zweite Verwertungsschleife eintreten, mit Werner Kastor einen hervorragenden Kommentator unter Vertrag, der sich gegenüber der bildlichen Darstellung als eigene Instanz einzubringen weiß.“